# Saint-Julien-de-l’Herms
Saint-Julien-de-l’Herms település Franciaországban, Isère megyében. Lakosainak száma 163 fő (2022. január 1.). Saint-Julien-de-l’Herms Villeneuve-de-Marc, Bossieu, Cour-et-Buis, Meyssiez, Pisieu, Pommier-de-Beaurepaire és Primarette községekkel határos.

## Népesség
A település népessége az elmúlt években az alábbi módon változott:
| Lakosok száma | 117  | 98   | 103  | 140  | 138  | 144  | 149  | 152  | 156  | 163  |
|               | 1968 | 1982 | 1990 | 2006 | 2013 | 2015 | 2017 | 2019 | 2020 | 2022 |